# Portland trejlblejzersi
Портланд трејлблејзерси (енгл. Portland Trail Blazers) су  амерички кошаркашки клуб из Портланда, Орегон. Играју у НБА лиги (Северозападна дивизија).

## Историја клуба
У НБА лиги су почели да играју 1970. године, а први плеј-оф обезбедили су 1977. године. У првом колу су елиминисали Чикаго булсе (2-1), а у другом Денвер нагетсе (4-2). У финалу конференције победили су Лос Анђелес лејкерсе (4-0), да би победили Филаделфија севентисиксерсе у финалу НБА лиге и обезбедили своју прву и једину титулу шампиона НБА лиге. Од тада су постали редовни учесник плеј-офа до 2003. године, а финале су пропустили тек 1982. године. Играли су у још два финала НБА лиге и изгубили, као и три изгубљена финала конференције. Од 2004. године нису се појављивали у плеј-офу.

## Битни појединци

### Кошаркашка кућа славних
У кошаркашка кући славних нашли су се следећи Портландови играчи 
- Клајд Дрекслер
- Дражен Петровић
- Џек Ремзи (бивши тренер)
- Бил Волтон
- Лени Вилкенс

### Пензионисани бројеви
- 1 Лери Вејнберг, први власник клуба, 1970-88 (у његову част, иако је играчима дозвољено да носе број 1)
- 13 Дејв Твардџик, B, 1976-80
- 15 Лери Стил, B, 1971-80
- 20 Морис Лукас, K, 1976-80 i 1987-88
- 22 Клајд Дрекслер, B, 1984-94
- 32 Бил Волтон, C, 1974-78
- 36 Лојд Нил, C, 1972-79
- 45 Џеф Петри, B, 1970-76
- 77 Џек Ремзи, тренер, 1976-86 (број у част финала 1977, када је клуб освојио једину титулу)

### Друге значајне личности
- Рик Аделман
- Дерек Андерсон
- Дејл Дејвис
- Шон Кемп
- Стив Кер
- Џермејн О'Нил
- Скоти Пипен
- Тери Портер
- Ајзеја Рајдер
- Арвидас Сабонис
- Рашид Волас
- Бонзи Велс
- Брендон Рој
- Ламаркус Олдриџ